# Hymenoscyphus magnificus
Hymenoscyphus magnificus är en svampart som först beskrevs av Josef Velenovský, och fick sitt nu gällande namn av Dennis 1964. Hymenoscyphus magnificus ingår i släktet Hymenoscyphus och familjen Helotiaceae.   Inga underarter finns listade i Catalogue of Life.